# Veuilly-la-Poterie
 Veuilly-la-Poterie  là một xã ở tỉnh Aisne, vùng Hauts-de-France thuộc miền bắc nước Pháp.

## Hành chính
| Danh sách thị trưởng                   |                  |                  |      |         |
| Giai đoạn                              | Giai đoạn        | Tên              | Đảng | Tư cách |
| tháng 3 năm 2001                       | tháng 3 năm 2008 | Michel Loyer     |      |         |
| tháng 3 năm 2008                       |                  | Philippe Menveux |      |         |
| Tất cả các dữ liệu trước đây không rõ. |                  |                  |      |         |

## Biến động dân số
| 1962                                                            | 1968 | 1975 | 1982 | 1990 | 1999 |
| --------------------------------------------------------------- | ---- | ---- | ---- | ---- | ---- |
| 120                                                             | 131  | 122  | 116  | 107  | 127  |
| Nombre retenu à partir de 1968: Population sans doubles comptes |      |      |      |      |      |